# RPK (mitragliatrice)
La RPK (in russo Ручной Пулемёт Калашникова? o Ruchnoy Pulemyot Kalashnikova, "mitragliatrice portatile Kalashnikov") è una mitragliatrice leggera di progetto sovietico, sviluppata da Mikhail Kalashnikov alla fine degli anni cinquanta, parallelamente al fucile d'assalto AKM.

## Storia
Fu creata nell'ambito di un programma per standardizzare l'inventario di armi leggere dell'Armata Rossa, rimpiazzando la RPD (nel medesimo calibro). È ancora impiegata dalle forze armate di paesi già appartenuti al Blocco orientale e di certe nazioni africane ed asiatiche. Era costruita anche in Bulgaria e Romania.
Negli anni settanta, in seguito all'adozione del calibro 5,45 × 39 mm dell'armamento sovietico, è stata sviluppata l'apposita variante RPK-74 (analoga al fucile d'assalto AK-74).

## Dettagli di progetto

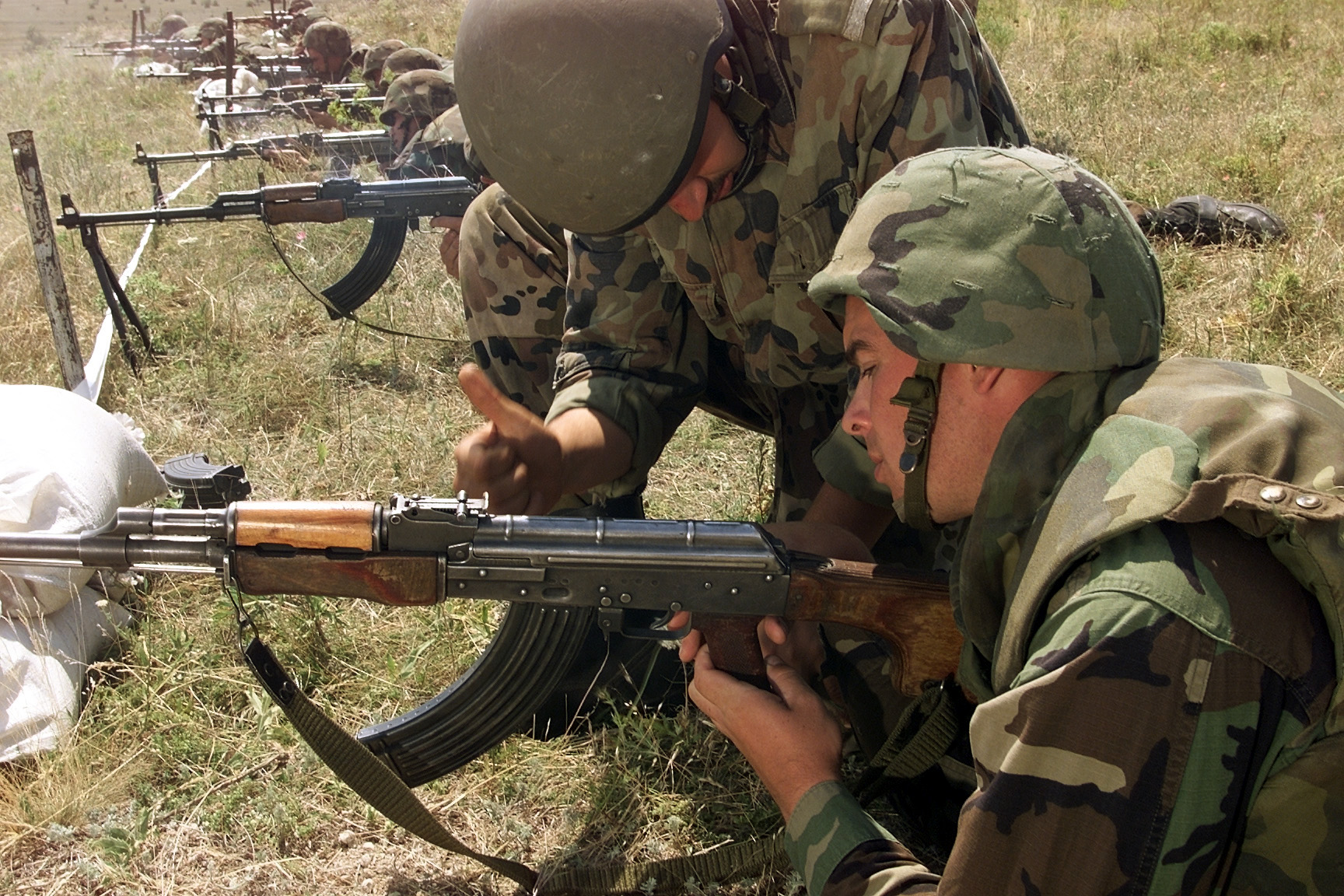
Un sergente rumeno istruisce un US marine su come usare la RPK.

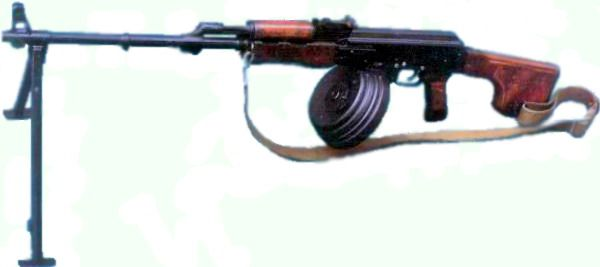
Un esemplare polacco di RPK con caricatore a tamburo.

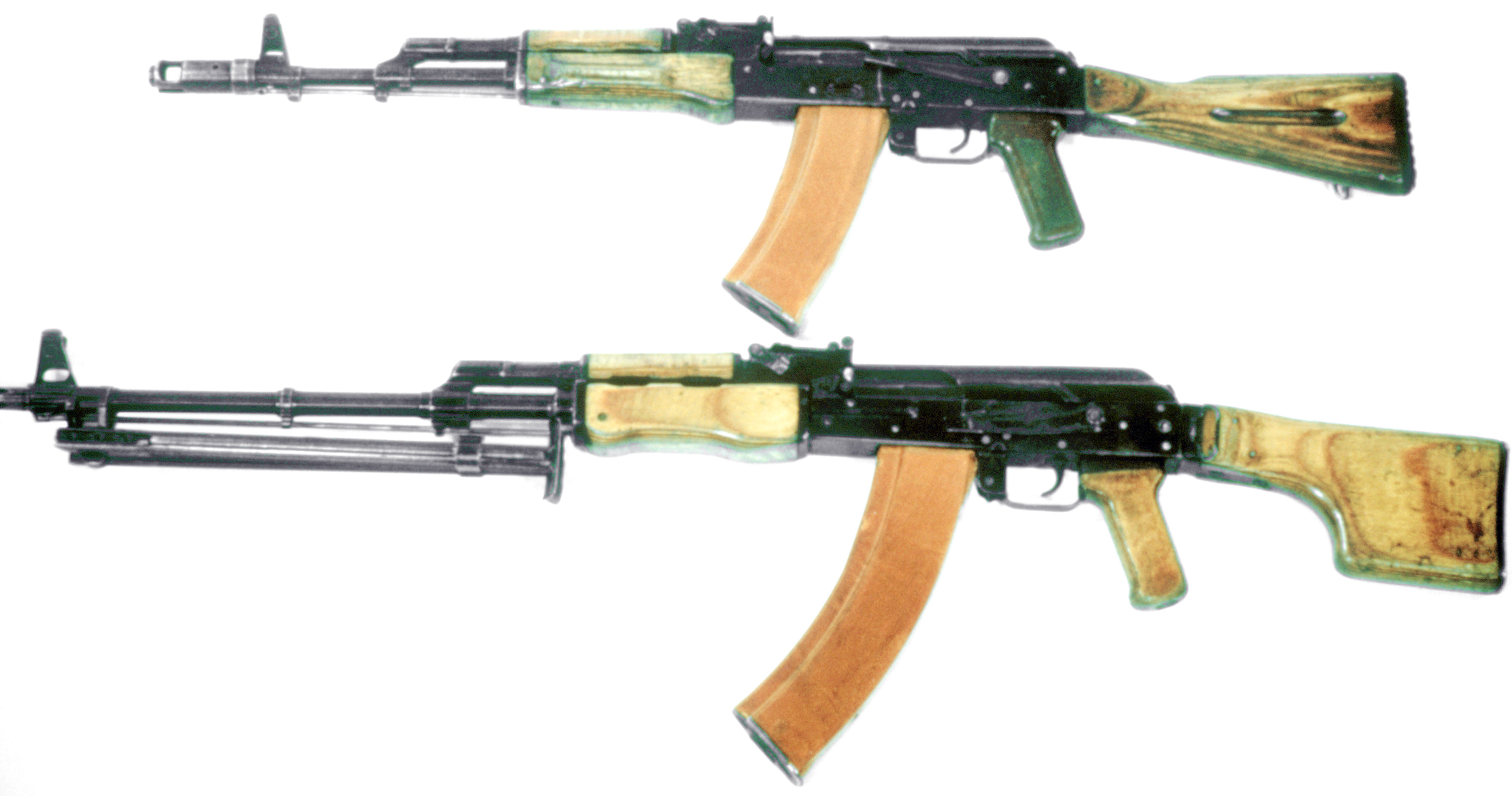
AK-74 (sopra) e RPK (sotto).

Il funzionamento della RPK è identico a quello dell'AKM, di cui condivide munizionamento e conformazione; le sole differenze riguardano (nella RPK) l'aumento della gittata utile, con il traguardo di alzo regolabile da 100 a 1.000 m, il miglioramento della celerità di tiro a 600 colpi al minuto e l'irrobustimento della struttura dell'arma. Visto il tipo d'impiego, la RPK è sprovvista di innesto per la baionetta, in compenso è munita di bipiede per stabilizzare il tiro.

## Varianti
- RPKS: con calcio in legno ripiegabile
- RPK-74: in calibro 5,45 × 39 mm
- RPKS-74: con calcio in legno ripiegabile
- Tiro notturno (RPKN, RPKSN, RPK-74N, RPKS-74N): con slitta sul lato sinistro per montare un'ottica notturna
- RPK-74M: versione migliorata